# Raya Usang
Raya Usang is een bestuurslaag in het regentschap Simalungun van de provincie Noord-Sumatra, Indonesië. Raya Usang telt 1502 inwoners (volkstelling 2010).